# ألفرد ديفيز
ألفرد ديفيز (بالإنجليزية: Alfred Davies)‏ هو سياسي بريطاني (وحمل سابقاً جنسية المملكة المتحدة لبريطانيا العظمى وأيرلندا)، ولد في 1871، وتوفي في 3 ديسمبر 1940. حزبياً، نشط في حزب العمال. في الانتخابات العمومية البريطانية 1918 ‏، انتخب عضو برلمان المملكة المتحدة الـ31 عن دائرة Clitheroe (UK Parliament constituency) ‏ (14 ديسمبر 1918 – 26 أكتوبر 1922).